# Gymnopleurus colmanti
Gymnopleurus colmanti är en skalbaggsart som beskrevs av Emile Janssens 1938. Gymnopleurus colmanti ingår i släktet Gymnopleurus och familjen bladhorningar. Inga underarter finns listade i Catalogue of Life.